# فران مارتينيز
فران مارتينيز (بالإسبانية: Fran Martinez)‏ هو لاعب كرة قدم إسباني، ولد في 9 سبتمبر 1995 في ألش في إسبانيا. لعب مع فالنسيا ميستايا ونادي إيركوليس.

## وصلات خارجية
- فران مارتينيز على موقع قاعدة بيانات كرة القدم.إي يو (الإنجليزية)
- فران مارتينيز على موقع قاعدة بيانات كرة القدم.إي يو (الإنجليزية)
- فران مارتينيز على موقع Soccerway.com (الإنجليزية)